# Теодорово (Остроленцький повіт)
Теодорово (пол. Teodorowo) — село в Польщі, у гміні Жекунь Остроленцького повіту Мазовецького воєводства.
Населення — 225 осіб (2011).
У 1975-1998 роках село належало до Остроленцького воєводства.

## Демографія
Демографічна структура станом на 31 березня 2011 року:
|          | Загалом | Допрацездатний вік | Працездатний вік | Постпрацездатний вік |
| -------- | ------- | ------------------ | ---------------- | -------------------- |
| Чоловіки | 107     | 19                 | 80               | 8                    |
| Жінки    | 118     | 27                 | 76               | 15                   |
| Разом    | 225     | 46                 | 156              | 23                   |